# Грушова (Марибор)
Грушова (словен. Grušova) — поселення в общині Марибор, Подравський регіон‎, Словенія.